# 500 kilomètres de Magny-Cours FIA GT 2002
Navigation
Édition précédente
Les 500 kilomètres de Magny-Cours 2002 FIA GT, disputées le 21 avril 2002 sur le circuit de Nevers Magny-Cours, sont la première manche du championnat FIA GT 2002.

## Course

### Classement de la course
| Pos.   | Catégorie | N° | Écurie                           | Pilotes                                            | Châssis                   | Pneus | Tours/Abandon |
| Pos.   | Catégorie | N° | Écurie                           | Pilotes                                            | Moteur                    | Pneus | Tours/Abandon |
| ------ | --------- | -- | -------------------------------- | -------------------------------------------------- | ------------------------- | ----- | ------------- |
| 1      | GT        | 14 | Lister Storm Racing              | Jamie Campbell-Walter Nicolaus Springer            | Lister Storm              | D     | 108           |
| 1      | GT        | 14 | Lister Storm Racing              | Jamie Campbell-Walter Nicolaus Springer            | Jaguar 7.0L V12           | D     | 108           |
| 2      | GT        | 3  | Team Carsport Holland Racing Box | Mike Hezemans Anthony Kumpen                       | Chrysler Viper GTS-R      | P     | 108           |
| 2      | GT        | 3  | Team Carsport Holland Racing Box | Mike Hezemans Anthony Kumpen                       | Chrysler 8.0L V10         | P     | 108           |
| 3      | GT        | 1  | Larbre Compétition Chereau       | Christophe Bouchut David Terrien                   | Chrysler Viper GTS-R      | M     | 108           |
| 3      | GT        | 1  | Larbre Compétition Chereau       | Christophe Bouchut David Terrien                   | Chrysler 8.0L V10         | M     | 108           |
| 4      | GT        | 4  | Team Carsport Holland Racing Box | Fabrizio Gollin Luca Cappellari                    | Chrysler Viper GTS-R      | P     | 107           |
| 4      | GT        | 4  | Team Carsport Holland Racing Box | Fabrizio Gollin Luca Cappellari                    | Chrysler 8.0L V10         | P     | 107           |
| 5      | GT        | 2  | Larbre Compétition Chereau       | Vincent Vosse Carl Rosenblad                       | Chrysler Viper GTS-R      | M     | 107           |
| 5      | GT        | 2  | Larbre Compétition Chereau       | Vincent Vosse Carl Rosenblad                       | Chrysler 8.0L V10         | M     | 107           |
| 6      | GT        | 23 | BMS Scuderia Italia              | Andrea Piccini Jean-Denis Delétraz                 | Ferrari 550-GTS Maranello | M     | 106           |
| 6      | GT        | 23 | BMS Scuderia Italia              | Andrea Piccini Jean-Denis Delétraz                 | Ferrari 5.9L V12          | M     | 106           |
| 7      | GT        | 11 | Paul Belmondo Racing             | Paul Belmondo Claude-Yves Gosselin                 | Chrysler Viper GTS-R      | P     | 104           |
| 7      | GT        | 11 | Paul Belmondo Racing             | Paul Belmondo Claude-Yves Gosselin                 | Chrysler 8.0L V10         | P     | 104           |
| 8      | N-GT      | 50 | JMB Racing                       | Christian Pescatori Andrea Montermini              | Ferrari 360 Modena N-GT   | P     | 103           |
| 8      | N-GT      | 50 | JMB Racing                       | Christian Pescatori Andrea Montermini              | Ferrari 3.6L V8           | P     | 103           |
| 9      | N-GT      | 60 | JVG Racing                       | Jürgen von Gartzen Ian Khan                        | Porsche 911 GT3-RS        | P     | 102           |
| 9      | N-GT      | 60 | JVG Racing                       | Jürgen von Gartzen Ian Khan                        | Porsche 3.6L Flat-6       | P     | 102           |
| 10     | N-GT      | 51 | JMB Racing                       | Andrea Bertolini Andrea Garbagnati                 | Ferrari 360 Modena N-GT   | P     | 102           |
| 10     | N-GT      | 51 | JMB Racing                       | Andrea Bertolini Andrea Garbagnati                 | Ferrari 3.6L V8           | P     | 102           |
| 11     | N-GT      | 52 | JMB Competition                  | Gianluca Giraudi Pietro Gianni                     | Ferrari 360 Modena N-GT   | P     | 102           |
| 11     | N-GT      | 52 | JMB Competition                  | Gianluca Giraudi Pietro Gianni                     | Ferrari 3.6L V8           | P     | 102           |
| 12     | N-GT      | 58 | Autorlando Sport                 | Philipp Peter Toto Wolff                           | Porsche 911 GT3-RS        | P     | 101           |
| 12     | N-GT      | 58 | Autorlando Sport                 | Philipp Peter Toto Wolff                           | Porsche 3.6L Flat-6       | P     | 101           |
| 13     | N-GT      | 53 | JMB Competition                  | Peter Kutemann Batti Pregliasco Iradj Alexander    | Ferrari 360 Modena N-GT   | P     | 100           |
| 13     | N-GT      | 53 | JMB Competition                  | Peter Kutemann Batti Pregliasco Iradj Alexander    | Ferrari 3.6L V8           | P     | 100           |
| 14     | N-GT      | 55 | Freisinger Motorsport            | Stéphane Daoudi Jirko Malchárek                    | Porsche 911 GT3-RS        | D     | 100           |
| 14     | N-GT      | 55 | Freisinger Motorsport            | Stéphane Daoudi Jirko Malchárek                    | Porsche 3.6L Flat-6       | D     | 100           |
| 15     | N-GT      | 77 | RWS Motorsport                   | Alexey Vasilyev Nikolai Fomenko                    | Porsche 911 GT3-R         | P     | 99            |
| 15     | N-GT      | 77 | RWS Motorsport                   | Alexey Vasilyev Nikolai Fomenko                    | Porsche 3.6L Flat-6       | P     | 99            |
| 16     | N-GT      | 63 | System Force Motorsport          | Phil Bastiaans Peter Van Merksteijn                | Porsche 911 GT3-RS        | P     | 98            |
| 16     | N-GT      | 63 | System Force Motorsport          | Phil Bastiaans Peter Van Merksteijn                | Porsche 3.6L Flat-6       | P     | 98            |
| 17     | N-GT      | 64 | Cirtek Motorsport                | Jean-Luc Blanchemain Marco Saviozzi Thomas Leriche | Porsche 911 GT3-R         | D     | 97            |
| 17     | N-GT      | 64 | Cirtek Motorsport                | Jean-Luc Blanchemain Marco Saviozzi Thomas Leriche | Porsche 3.6L Flat-6       | D     | 97            |
| 18     | GT        | 16 | Proton Competition               | Gerold Ried Manfred Jurasz Mauro Casadei           | Porsche 911 GT2           | Y     | 97            |
| 18     | GT        | 16 | Proton Competition               | Gerold Ried Manfred Jurasz Mauro Casadei           | Porsche 3.6L Turbo Flat-6 | Y     | 97            |
| 19     | GT        | 24 | Alda Motorsport                  | Maciej Stanco Wojciech Dobrzanski Andrzej Dziurka  | Porsche 911 GT2           | D     | 94            |
| 19     | GT        | 24 | Alda Motorsport                  | Maciej Stanco Wojciech Dobrzanski Andrzej Dziurka  | Porsche 3.8L Turbo Flat-6 | D     | 94            |
| 20 DNF | GT        | 9  | Team A.R.T.                      | Jean-Pierre Jarier François Lafon                  | Chrysler Viper GTS-R      | P     | 65            |
| 20 DNF | GT        | 9  | Team A.R.T.                      | Jean-Pierre Jarier François Lafon                  | Chrysler 8.0L V10         | P     | 65            |
| 21 DNF | GT        | 17 | Proton Competition               | Horst Felbermayr, Sr. Horst Felbermayr, Jr.        | Porsche 911 GT2           | Y     | 65            |
| 21 DNF | GT        | 17 | Proton Competition               | Horst Felbermayr, Sr. Horst Felbermayr, Jr.        | Porsche 3.6L Turbo Flat-6 | Y     | 65            |
| 22 DNF | GT        | 15 | Lister Storm Racing              | Bobby Verdon-Roe (en) John Knapfield               | Lister Storm              | D     | 63            |
| 22 DNF | GT        | 15 | Lister Storm Racing              | Bobby Verdon-Roe (en) John Knapfield               | Jaguar 7.0L V12           | D     | 63            |
| 23 DNF | GT        | 7  | RWS Motorsport                   | Dieter Quester Luca Riccitelli                     | Porsche 911 GT            | P     | 34            |
| 23 DNF | GT        | 7  | RWS Motorsport                   | Dieter Quester Luca Riccitelli                     | Porsche 3.9L Flat-6       | P     | 34            |
| 24 DNF | N-GT      | 62 | Cirtek Motorsport                | Hans Fertl Raffaele Sangiuolo                      | Porsche 911 GT3-RS        | D     | 28            |
| 24 DNF | N-GT      | 62 | Cirtek Motorsport                | Hans Fertl Raffaele Sangiuolo                      | Porsche 3.6L Flat-6       | D     | 28            |
| 25 DNF | GT        | 12 | Paul Belmondo Racing             | Fabio Babini Marc Duez                             | Chrysler Viper GTS-R      | P     | 14            |
| 25 DNF | GT        | 12 | Paul Belmondo Racing             | Fabio Babini Marc Duez                             | Chrysler 8.0L V10         | P     | 14            |
| 26 DNF | GT        | 22 | BMS Scuderia Italia              | Enzo Calderari Lilian Bryner Frédéric Dor          | Ferrari 550-GTS Maranello | M     | 10            |
| 26 DNF | GT        | 22 | BMS Scuderia Italia              | Enzo Calderari Lilian Bryner Frédéric Dor          | Ferrari 5.9L V12          | M     | 10            |
| DSQ†   | N-GT      | 54 | Freisinger Motorsport            | Ni Amorim Stéphane Ortelli                         | Porsche 911 GT3-RS        | D     | 103           |
| DSQ†   | N-GT      | 54 | Freisinger Motorsport            | Ni Amorim Stéphane Ortelli                         | Porsche 3.6L Flat-6       | D     | 103           |
| DNS    | GT        | 5  | Force One Racing                 | David Hallyday Philippe Alliot                     | Ferrari 550 Maranello     | M     | –             |
| DNS    | GT        | 5  | Force One Racing                 | David Hallyday Philippe Alliot                     | Ferrari 6.0L V12          | M     | –             |